# Jorn Berkhout
Jorn Berkhout (Heerhugowaard, 18 maart 2002) is een Nederlands voetballer die als verdediger voor Jong AZ speelt.

## Carrière
Jorn Berkhout speelde tot 2013 in de jeugd van VV Reiger Boys en werd daarna op 11-jarige leeftijd opgenomen in de jeugdopleiding van AZ. In 2019 tekende hij op 17-jarige leeftijd een contract bij AZ tot medio 2022. Hij debuteerde in het betaald voetbal voor Jong AZ op 2 oktober 2020, in de met 3-3 gelijkgespeelde thuiswedstrijd tegen MVV Maastricht. Hij kwam in de 79e minuut in het veld voor Bram Franken.
Zijn debuut in het eerste elftal van AZ kwam op 16 mei 2021 in de thuiswedstrijd tegen Heracles Almelo (5-0). In het slotduel van het seizoen verving Berkhout in de 83e minuut Fredrik Midtsjø.

### Statistieken
| Seizoen                   | Club           | Land           | Competitie     | Competitie | Competitie | Beker | Beker | Totaal | Totaal |
| Seizoen                   | Club           | Land           | Competitie     | Wed.       | Dlp.       | Wed.  | Dlp.  | Wed.   | Dlp.   |
| ------------------------- | -------------- | -------------- | -------------- | ---------- | ---------- | ----- | ----- | ------ | ------ |
| 2020/21                   | Jong AZ        | Nederland      | Eerste divisie | 25         | 0          | –     | –     | 25     | 0      |
| Carrièretotaal            | Carrièretotaal | Carrièretotaal | Carrièretotaal | 25         | 0          | 0     | 0     | 25     | 0      |
| Bijgewerkt op 14 mei 2021 |                |                |                |            |            |       |       |        |        |